# مامادو ألفاجور باه
مامادو ألفاجور باه (بالفرنسية: Mahmadu Alphajor Bah)‏ (1 يناير 1977 - 21 سبتمبر 2016) كان لاعب كرة قدم سيراليوني دولي لعب في الغالب كلاعب وسط مهاجم.
كان ألفاجور باه لاعبا أساسيا مع منتخب سيراليون المعروف باسم نجوم ليون بين عامي 2000 و2008. كان يلعب بانتظام كلاعب وسط مهاجم أو أحيانا كمهاجم ثان إلى جانب المهاجم محمد كالون.
أبرز الأندية التي لعب لها هي هالمستاد السويدي ولوكيرين البلجيكي وتشونام دراغونز الكوري الجنوبي وشيامن لانشي وهانغزو غرينتاون الصينيان والقادسية السعودي والسيلية القطري وبرليس الماليزي.
توفي ألفاجور باه في حادث تصادم مروري في فريتاون يوم 21 سبتمبر 2016 عندما اصطدمت السيارة التي كان يقودها بشاحنة قادمة في اتجاه معاكس.
كان ألفاجور باه مسلم متدين للغاية وكثيراً ما كان يعظ علناً بالإسلام وحياة النبي محمد.